# Marija Gimbutas
Marija Gimbutas (em lituano: Marija Gimbutienė, nascida Marija Birutė Alseikaitė; Vilnius, 23 de janeiro, 1921 – Los Angeles, 2 de fevereiro, 1994), foi uma renomada arqueóloga lituana, conhecida por suas pesquisas sobre as culturas do Neolítico e da Idade do Bronze da Europa Antiga e pesquisas avançadas sobre a religião da Deusa mãe. 
Autora de mais de vinte livros, ganhou notoriedade ao publicar os três últimos: The Goddesses and Gods of Old Europe (As Deusas e Deuses da Antiga Europa) (1974); The Language of the Goddesses]' (A Linguagem das Deusas) (1989), que inspirou uma exibição em Wiesbaden (1993/94); e o último livro The Civilization of the Goddess (A Civilização da Deusa) (1991), que apresentou uma visão das suas especulações sobre a cultura Neolítica da Europa, família, padrões familiares, estruturas sociais, arte, religião e a natureza dos conhecimentos e da alfabetização.
The Civilization of the Goddess (A Civilização da Deusa) articulou o que Gimbutas viu como diferenças entre o antigo sistema europeu, que ela considerava como centralizado na Deusa mãe e na mulher ("matrístico") e a Idade do Bronze e um modelo Indo-Europeu patriarcal ("androcrático") que suplantou o matrístico. De acordo com esta interpretação as sociedades ginecocráticas eram pacíficas, acolhiam homossexuais e esposavam igualdade econômica. Os androcráticos, ou dominados pelos homens, por ela denominados Kurgan, por outro lado invadiram a Europa e impuseram sobre os nativos a hierarquia dos homens guerreiros.

## Biografia
Marija nasceu na capital lituana Vilnius, em 1921. Era filha de Veronika Janulaitytė-Alseikienė e Danielius Alseika, membros da elite intelectual do país. Sua mãe obteve um doutorado em oftalmologia pela Universidade de Berlim em 1908 e se tornou a primeira mulher médica da Lituânia, enquanto seu pai era médico formado pela Universidade de Tartu em 1910. Após a independência da Lituânia, em 1918, seus pais fundaram o primeiro hospital da capital.
Neste período, seu pai foi editor do jornal Vilniaus Žodis e da revista cultural Vilniaus Šviesa, além de ser um importante defensor da independência lituana durante a Guerra polaco-lituana. Seus pais eram conhecedores da arte tradicional lituana e frequentemente convidavam músicos, escritores e artistas para sua casa para saraus e rodas de leitura.
Em 1931, a família se mudou para Kaunas, capital temporária do país, onde continuou seus estudos. Seus pais acabaram se seperando naquele mesmo ano, e ela ficou morando com seu irmão e sua mãe em Kaunas. Cinco anos depois, seu pai morreu subitamente e ela jurou seguir carreira acadêmica, largando os esportes.
Em 1941, Marija casou-se com o arquiteto Jurgis Gimbutas. Durante a Segunda Guerra Mundial, eles viveram sob a ocupação soviética (1940–1941) e depois alemã (1941–1943). Sua primeira filha, Danutė, nasceu em junho de 1942. Em 1944, a família fugiu do país ao saber do avanço das forças soviéticas nas áreas controladas pelos nazistas. Primeiro fugiram para Viena, depois para Innsbruck.
Sua segunda filha, Živilė, nasceu na Alemanha, enquanto estava no estágio de pós-doutorado. Em 1950, a família deixou a Alemanha e se mudou para os Estados Unidos, onde Marija teve uma brilhante carreira acadêmica. Sua terceira filha, Julija, nasceu em Boston, em 1954.

## Carreira
Em 1936, Marija participou de uma expedição etnográfica para registrar o folclore lituano e estudar seus ritos e mitos sobre a morte. Formou-se com honras no Aušra Gymnasium, em Kaunas, em 1938 e se matriculou na Universidade Vytautas Magnus no mesmo ano, onde estudou linguística. Na Universidade de Vilnius, formou-se em arqueologia, etnologia, folclore e literatura.
Em 1942, defendeu sua dissertação, "Modes of Burial in Lithuania in the Iron Age", com honras, pela Universidade de Vilnius. Em 1946, defendeu o doutorado em arqueologia, com habilitação em etnologia e história da religião, pela Universidade de Tübingen, com a tese "Prehistoric Burial Rites in Lithuania" ("Die Bestattung in Litauen in der vorgeschichtlichen Zeit"). De 1947 a 1949, fez estágio de pós-doutorado pela Universidade de Heidelberg e Universidade de Munique.
Após emigrar para os Estados Unidos, Marija começou a trabalhar na Universidade Harvard, traduzido textos arqueológicos da Europa Oriental para o inglês. Tornou-se então professora visitante do departamento de antropologia e em 1955 associada do Museu Peabody de História Natural. Marija lecionou na Universidade da Califórnia em Los Angeles, onde se tornou professora titular de arqueologia europeia e estudos indo-europeus em 1964 e curadora da coleção de arqueologia do velho mundo, em 1965. Em 1993, recebeu um doutorado honorário pela Universidade Vytautas Magnus, em Kaunas.

## Morte
Marija morreu em 2 de fevereiro, 1994, em Los Angeles, aos 73 anos, devido a um câncer. Ela foi sepultada no Cemitério Petrašiūnai, em Kaunas.

## Hipótese Kurgan
Em 1956 Gimbutas apresentou a Hipótese Kurgan, que combinava estudos de arqueologia com linguística para evidenciar problemas no estudo dos povos de língua proto-indo-europeia, que ela deu o nome de Kurgans. Neste trabalho, reinterpretou a pré-história à luz de seu conhecimento em linguística, etnologia e estudos sobre a história das religiões. Desafiou várias suposições tradicionais sobre o começo da cultura europeia. As teorias de Gimbutas foram bem recebidas por vários autores do movimento neopagão, embora outros classifiquem as suas conclusões como meras especulações.
Três estudos genéticos recentes, de 2015, deram apoio à teoria de Marija Gimbutas de que a difusão das línguas indo-europeias teria se dado a partir das estepes russas (hipótese Kurgan). De acordo com esses estudos, o Haplogrupo R1b (ADN-Y) e o Haplogrupo R1a (ADN-Y) - hoje os mais comuns na Europa e sendo o R1a frequente também no subcontinente indiano - teriam se difundido, a partir das estepes russas, junto com as línguas indo-europeias; tendo sido detectado, também, um componente autossômico presente nos europeus de hoje que não era presente nos europeus do Neolítico, e que teria sido introduzido a partir das estepes, junto com as linhagens paternas (haplogrupo paterno) R1b e R1a, assim como com as línguas indo-europeias.  
Assim como Marija Gimbutas, trabalhos de arqueologia contemporâneos associam a domesticação do cavalo a essa expansão.